# Sonny Sharrock
Pour les articles homonymes, voir Sharrock.
Warren Harding « Sonny » Sharrock, né le 27 août 1940 et mort le 25 mai 1994, est un guitariste de free jazz et improvisateur américain.
Sonny Sharrock commence sa carrière à la fin des années 1950 en tant que chanteur dans des groupes de doo-wop. Il s'intéresse au jazz après avoir entendu l'album Kind of Blue de Miles Davis, et apprend la guitare.
Dans les années 1960, il joue en particulier avec Pharoah Sanders, Herbie Mann, Wayne Shorter, Miles Davis. Avec son épouse Linda Sharrock, il enregistre trois albums, dont Black Woman (en) (1969).
Il est considéré comme l'un des pères de la guitare free jazz. Ses collaborations incluent Peter Brötzmann, Alfred 23 Harth, Bill Laswell, John Zorn.

## Discographie
- 1969 : Black Woman (en) (Vortex)
- 1970 : Monkey-Pockie-Boo (BYG Actuel)
- 1975 : Paradise, avec Linda Sharrock (Atco)
- 1982 : Dance with me Montana
- 1986 : Guitar
- 1987 : Seize the rainbow
- 1988 : Live in New York City
- 1989 :  No material avec Ginger Baker et Peter Brötzmann
- 1990 :  Faith moves duet avec Nicky Skopelitis
- 1991:  Ask the ages avec Pharoah Sanders, Charette Moffett et Elvin Jones